# Burn Down the Mission
Burn Down the Mission è una canzone country rock scritta ed interpretata da Elton John; il testo è di Bernie Taupin.

## Il testo e la melodia
Proviene dall'album Tumbleweed Connection del 1970 (ma appare anche negli album 17-11-70 e Live in Australia with the Melbourne Symphony Orchestra e in numerosi altri live); il testo potrebbe rivelare numerosi significati. La trama più accreditata pare descrivere una comunità oppressa da uno stato sociale più ricco: la situazione, già esasperata, esplode poi in aperta ribellione, fomentata dal narratore (che sembra aver ricevuto una rivelazione). L'obiettivo dei ribelli diventa quindi quello di "incendiare la missione" (intesa probabilmente nel senso di "ambasciata"). 
La melodia ricalca alla perfezione le parole utilizzate: parte con una lenta intro pianistica, per poi accelerare gradualmente, arrivando a possedere nella parte finale un'andatura molto veloce, probabilmente un rimando alla battaglia in corso. Negli ultimi secondi la melodia sembra gradualmente acquietarsi fino a cessare del tutto, forse un rimando alla fine della battaglia e a una possibile sconfitta del ribelle.
Nel librettino della versione rimasterizzata dell'album del 1995, si legge che Burn Down The Mission è una sorta di poemetto epico in chiave moderna.

## Cover
Del brano esistono parecchie cover, non ultime quella dei Toto (presente nel loro album del 2002 Through the Looking Glass) e di Phil Collins (inserita nell'album Two Rooms: Celebrating the Songs of Elton John & Bernie Taupin).